# Podbrezová
Podbrezová (allemand : Bresau), est un village de Slovaquie situé dans la région de Banská Bystrica.

## Histoire
Première mention écrite du village en 1953.

## Démographie

### Évolution de la population
| Année:               | 1994. | 2004.   | 2014.   | 2024.    |
| -------------------- | ----- | ------- | ------- | -------- |
| Nombre de personnes: | 4178  | 4171    | 3965    | 3470     |
| Différence:          |       | -0,16 % | -4,93 % | -12,48 % |

| Année:               | 2023. | 2024.   |
| -------------------- | ----- | ------- |
| Nombre de personnes: | 3503  | 3470    |
| Différence:          |       | -0,94 % |